# Gwynne Shotwell
Gwynne Shotwell, nascuda Gwynne Rowley (Evanston, Illinois, 23 de novembre de 1963) és una empresària i enginyera estatunidenca. És actualment presidenta i directora d'operacions de SpaceX, l'empresa de transport i d'exploració espacial creada per Elon Musk, on és responsable de les operacions diàries i del creixement de l'empresa i és alhora presidenta de Starlink, una filial de la companyia especialitzada en serveis d'Internet per satèl·lit.
El 2020, la revista Time la va incloure a la seva llista de les 100 persones més influents del món i el 2022, una altra prestigiosa revista estatunidenca, Forbes, va situar Shotwell com la 31a dona més poderosa del món.

## Biografia
Gwynne va néixer el 23 de novembre de 1963 a Evanston, un suburbi de Chicago, al si d'una família benestant. El seu pare era un cirurgià cerebral i sa mare una artista. Es va criar a un altre suburbi de la ciutat, Libertyville, i el 1982, es graduà a la Libertyville High School. L'any 1969, va veure amb la seva família una emissió televisiva de la missió Apol·lo 11, però recorda haver-la trobat "avorrida" i en aquell moment no l'interessava gens l'espai. Va excel·lir tant a l'àmbit acadèmic com en atletisme a l'escola secundària. Els seus interessos però van canviar durant l'escola secundària, després que la seva mare la va portar a una taula rodona a l'Institut de Tecnologia d'Illinois organitzada per la Societat de Dones Enginyeres, durant la qual una enginyera mecànica inspiraria aleshores Shotwell a esdevenir més tard en enginyera. Després d'això, va decidir presentar-se a la Northwestern University, on va obtenir una llicenciatura en enginyeria mecànica i més endavant un màster en matemàtiques aplicades.
La seva carrera professional començà a partir d'una entrevista amb IBM el mateix dia que es va produir el desastre del transbordador espacial Challenger, fet que la va afectar i a conseqüència no va rebre una oferta de feina. Després però, Shotwell va poder treballar per a la indústria automòbil, al programa de formació de gestió de la Chrysler Corporation. Tot i que inicialment li agradava la seva feina, més tard se'n va cansar i va marxar per tornar a la Northwestern per a fer-hi carrera de postgrau.
El 1988, Shotwell va començar a treballar al centre d'investigació de The Aerospace Corporation a El Segundo, on féu treballs tècnics en contractes d'investigació i desenvolupament espacial militar. Un dels primers projectes sobre el qual va treballar va ser l'STS-39. Durant uns deu anys, es va fer càrrec de l'anàlisi tèrmica. Shotwell participà tant en projectes d'enginyeria de sistemes espacials com en posicions de gestió de projectes.
Deu anys més tard, el 1998, va deixar la companya aeroespacial per a esdevenir directora de la divisió de sistemes espacials a Microcosm Inc. Hi formà part del comitè executiu i ocupà el càrrec de responsable del desenvolupament empresarial. Al cap de quatre anys tanmateix, el 2002, Shotwell se'n va anar de Microcosm per a formar part de SpaceX, una companyia d'exploració comercial i privada novella, que acabava tot just de fundar l'empresari Elon Musk aquell mateix any.